# 桂花團治
桂 花團治（かつら はなだんじ）は、上方落語の名跡。
- 三代目桂花團治[1] - 当該項目で記述

## 初代
初代 桂 花團治（1875年9月 - 1942年12月23日）は、上方の落語家。本名∶梅本 八十二郎（八十二とも）。

### 経歴
大阪市中央区千年町生まれ。初め花丸を名乗り、素人とも玄人ともつかず端席巡りなどをしていたらしいが、1902年頃に二代目桂文團治に実力を見出されて門下となり、初代花團治を名乗り一流の定席に出るようになる。
しかし、厳格な仕来りの残る名門定席は肌に合わなかったのか、それとも序列を大事にする一流の定席で居場所がなくなったのか、2年ほどで花丸に戻り反対派の二流の寄席や端席や巡業などに身を投じ真打で活躍した。
しばらくして花團治に復し1912年には草創期の吉本興業入り。やがて吉本も大きくなり、関西の寄席をほとんど支配するようになると、そのまま高座を引退。後に五代目笑福亭松鶴に請われて「楽語荘」同人となり、「上方はなしを聴く会」で17年ぶりに高座に上がった。

### 演目
主に茶屋噺を得意としていた。
- 『三枚起請』
- 『立ち切れ線香』
- 『辻占茶屋』

### 弟子
- 桂花柳
- 二代目桂花團治

## 2代目
二代目 桂 花團治（1897年10月7日 - 1945年6月15日）は、本名∶掛川晴美（近藤 春敏とも）。広島県福山市生まれ。
1915年、初代桂花團治の門下で花治（あるいは花次）を名乗るが、上方落語は衰退期だったため、桂金之助と共に軽口を勤める。
後に舞台俳優に転じた事もあった。「民謡座」に加入し、幹部となり歌手として後援会ができるほど人気も出るが、落語に対する愛着が断ち切れず五代目笑福亭松鶴の勧め等もあり「楽語荘」同人となり、落語に復帰。1944年には二代目花團治を襲名したが、1945年6月15日、大阪大空襲で48歳で死去。

### 演目
- 『黄金の大黒』